# 장희빈 (2002년 드라마)
《장희빈》(張禧嬪)은 2002년 11월 6일부터 2003년 10월 23일까지 KBS 2TV에서 방영한 특별기획 드라마이다.

## 기획 의도
궁중 사극의 단골 소재인 장희빈을 중심으로 펼쳐지는 정치적 암투와 권모술수를 그리면서, 기존 드라마에서 등한시됐던 숙종의 치적을 조명하는 드라마

## 등장인물

### 왕실 인물
- 김혜수: 장희빈 역
- 전광렬: 숙종 역
- 박선영: 인현왕후 역 - 89회까지 출연
- 박예진: 숙빈 최씨 역 - 45회부터 출연
- 조여정: 귀인 김씨 역 - 21~47회 출연
- 강부자: 장렬왕후(인조의 계비, 숙종의 계증조모) 역
- 김영애: 명성왕후(현종의 정비, 숙종의 어머니) 역
- 박영태: 현종(숙종의 아버지) 역
- 곽정욱 → 이승형: 세자 균(훗날의 경종, 숙종의 서장남, 희빈 장씨의 아들) 역
- 박지미: 세자빈(단의왕후) 역
- 이민호: 연잉군(훗날의 영조, 숙종의 사남, 숙빈 최씨의 아들) 역
- 김영란: 숙안공주(효종의 차녀, 현종의 누나, 숙종의 고모) 역
- 유인촌: 동평군 이항(인조의 서손자, 숭선군의 아들, 숙종의 숙부) 역
- 엄유신: 숭선군부인 신씨(인조의 서자 숭선군의 부인, 동평군의 어머니) 역
- 송용태: 복선군 이남(인조의 손자, 인평대군의 아들) 역

### 장희재 관련 인물
- 정성모: 장희재(희빈 장씨의 오빠) 역
- 이보희: 윤씨(희빈 장씨와 장희재의 어머니) 역
- 하다솜: 자근아기(장희재의 처) 역
- 하유미: 숙정(장희재의 첩) 역
- 강민석: 업동 역
- 이혜근: 업이 역

### 내명부
- 김선영: 한상궁(폐비되기 전 인현왕후의 상궁) 역
- 이경표: 최상궁(복위된 후 인현왕후의 상궁) 역
- 조은덕: 박상궁(숙종의 상궁) 역
- 김을동: 권상궁(희빈 장씨의 상궁) 역
- 곽진영: 시영(희빈 장씨의 나인) 역
- 김가연: 자경(희빈 장씨의 나인) 역 - 중도 하차
- 양린: 자선(희빈 장씨의 나인) 역
- 미상: 설향(희빈 장씨의 나인) 역
- 신채연: 강이(귀인 김씨의 나인) 역
- 김혜정: 박상궁(숙빈 최씨의 상궁) 역
- 김혜경: 아지(숙빈 최씨의 나인) 역

### 그 외의 인물
- 이순재: 송시열 역
- 최상훈: 남구만 역
- 백윤식: 조사석(장렬왕후의 사촌) 역
- 신충식: 김만중 역
- 송일국: 김춘택(김만기의 손자) 역 - 46회부터 출연
- 송재호: 민유중(인현왕후의 아버지) 역
- 김명수: 민진후(인현왕후의 오빠) 역
- 김석옥: 부부인 조씨(인현왕후의 어머니) 역
- 이영후: 김수항 역
- 전인택: 김석주(명성왕후의 사촌) 역
- 이광기: 홍치상(숙안공주의 아들, 숙종의 고종사촌) 역
- 박영지: 최상앙(대전 내관, 판내시부사) 역
- 강만희: 최효원(숙빈 최씨의 아버지) 역
- 이성룡: 김창집 역
- 김미성: 삼월 역
- 이두섭: 이내관(숙종의 내관) 역
- 김학철: 민장도 역
- 최운교: 박두경 역
- 나한일: 김익훈 역
- 한인수: 민암 역
- 박상조: 목내선 역
- 이계영: 목창명 역
- 김형일: 민언량 역
- 이신재: 권대운 역
- 유승봉: 김덕원 역
- 신동훈: 민종도 역
- 맹호림: 박세채 역
- 이동주: 윤지완 역
- 민욱: 최석정 역
- 전현: 김태윤 역
- 양재원: 박준성 역
- 서동수: 옥사장 역
- 오성열: 한중혁 역
- 김동석: 이시회 역
- 김태형: 이몽 역
- 한범희: 조태채 역
- 박준금: 영원부부인 박씨(단의왕후의 어머니) 역
- 김명희: 무당 역

### 청나라 인물
- 정진각: 정강 역
- 허현호: 청 예부상서 역
- 김대환: 청 관리 역
- 조병곤: 청 장군 역
- 송민형: 희빈의 아버지 역
- 김정하: 희빈의 어머니 역

## 시청률
아래는 시청률로, 빨간색 수치는 최고 시청률, 파란색 수치는 최저 시청률을 나타낸다.
| 2002년      | 2002년             | 2002년         | 2002년       | 2002년         | 2002년       |
| 회차        | 방송일             | TNmS 시청률    | TNmS 시청률  | AGB 시청률     | AGB 시청률   |
| 회차        | 부제 (서브 타이틀) | 대한민국(전국) | 서울(수도권) | 대한민국(전국) | 서울(수도권) |
| ----------- | ------------------ | -------------- | ------------ | -------------- | ------------ |
| 1회         | 첫 번째            | 2002.11.06     | 16.1%        | 15.3%          | 16.8%        |
| 2회         | 두 번째            | 2002.11.07     | 17.8%        | 15.5%          | 17.2%        |
| 3회         | 세 번째            | 2002.11.13     | 23.3%        | 18.2%          | 20.3%        |
| 4회         | 네 번째            | 2002.11.14     | 23.8%        | 20.3%          | 21.7%        |
| 5회         | 다섯 번째          | 2002.11.20     | 23.7%        | 20.6%          | 23.8%        |
| 6회         | 여섯 번째          | 2002.11.21     | 27.1%        | 23.3%          | 25.2%        |
| 7회         | 일곱 번째          | 2002.11.27     | 30.0%        | 25.8%          | 27.3%        |
| 8회         | 여덟 번째          | 2002.11.28     | 32.0%        | 26.9%          | 29.1%        |
| 9회         | 아홉 번째          | 2002.12.04     | 30.0%        | 25.8%          | 27.6%        |
| 10회        | 열 번째            | 2002.12.05     | 29.4%        | 25.5%          | 26.8%        |
| 11회        | 열한 번째          | 2002.12.11     | 30.8%        | 27.8%          | 29.4%        |
| 12회        | 열두 번째          | 2002.12.12     | 30.5%        | 29.1%          | 30.7%        |
| 13회        | 열세 번째          | 2002.12.18     | 31.6%        | 29.0%          | 30.9%        |
| 14회        | 열네 번째          | 2002.12.19     | 31.9%        | 30.0%          | 31.8%        |
| 15회        | 열다섯 번째        | 2002.12.25     | 32.8%        | 30.9%          | 33.5%        |
| 16회        | 열여섯 번째        | 2002.12.26     | 33.5%        | 31.0%          | 34.0%        |
| 2003년      |                    |                |              |                |              |
| 회차        | 방송일             | TNmS 시청률    | TNmS 시청률  | AGB 시청률     | AGB 시청률   |
| 회차        | 부제 (서브 타이틀) | 대한민국(전국) | 서울(수도권) | 대한민국(전국) | 서울(수도권) |
| 17회        | 열일곱 번째        | 2003.01.01     | 32.0%        | 30.4%          | 32.8%        |
| 18회        | 열여덟 번째        | 2003.01.02     | 34.4%        | 30.5%          | 32.6%        |
| 19회        | 열아홉 번째        | 2003.01.08     | 34.1%        | 32.0%          | 34.0%        |
| 20회        | 스무 번째          | 2003.01.09     | 36.0%        | 34.6%          | 36.3%        |
| 21회        | 스물한 번째        | 2003.01.15     | 33.2%        | 29.7%          | 31.2%        |
| 22회        | 스무두 번째        | 2003.01.16     | 36.4%        | 33.2%          | 35.5%        |
| 23회        | 스무세 번째        | 2003.01.22     | 39.6%        | 35.6%          | 38.0%        |
| 24회        | 스무네 번째        | 2003.01.23     | 41.7%        | 38.0%          | 40.5%        |
| 25회        | 스무다섯 번째      | 2003.01.29     | 40.4%        | 37.6%          | 39.1%        |
| 26회        | 스무여섯 번째      | 2003.01.30     | 44.3%        | 39.7%          | 41.7%        |
| 27회        | 스무일곱 번째      | 2003.02.05     | 41.7%        | 38.4%          | 41.1%        |
| 28회        | 스무여덟 번째      | 2003.02.06     | 43.6%        | 41.0%          | 43.1%        |
| 29회        | 스무아홉 번째      | 2003.02.12     | 44.7%        | 40.0%          | 41.5%        |
| 30회        | 서른 번째          | 2003.02.13     | 44.4%        | 41.7%          | 44.0%        |
| 31회        | 서른한 번째        | 2003.02.19     | 45.4%        | 39.7%          | 42.3%        |
| 32회        | 서른두 번째        | 2003.02.20     | 42.9%        | 38.4%          | 39.8%        |
| 33회        | 서른세 번째        | 2003.02.26     | 42.1%        | 39.9%          | 41.7%        |
| 34회        | 서른네 번째        | 2003.02.27     | 43.9%        | 40.0%          | 43.2%        |
| 35회        | 서른다섯 번째      | 2003.03.05     | 44.6%        | 40.8%          | 44.4%        |
| 36회        | 서른여섯 번째      | 2003.03.06     | 41.1%        | 38.9%          | 42.3%        |
| 37회        | 서른일곱 번째      | 2003.03.12     | 40.3%        | 36.9%          | 39.9%        |
| 38회        | 서른여덟 번째      | 2003.03.13     | 40.4%        | 38.2%          | 40.6%        |
| 39회        | 서른아홉 번째      | 2003.03.19     | 40.6%        | 39.2%          | 41.3%        |
| 40회        | 마흔 번째          | 2003.03.20     | 40.6%        | 39.7%          | 43.4%        |
| 41회        | 마흔한 번째        | 2003.03.26     | 39.9%        | 38.1%          | 40.3%        |
| 42회        | 마흔두 번째        | 2003.03.27     | 38.8%        | 37.9%          | 40.2%        |
| 43회        | 마흔세 번째        | 2003.04.02     | 38.8%        | 37.2%          | 39.3%        |
| 44회        | 마흔네 번째        | 2003.04.03     | 38.7%        | 37.8%          | 40.4%        |
| 45회        | 마흔다섯 번째      | 2003.04.09     | 41.5%        | 38.3%          | 40.9%        |
| 46회        | 마흔여섯 번째      | 2003.04.10     | 43.0%        | 39.4%          | 42.3%        |
| 47회        | 마흔일곱 번째      | 2003.04.16     | 43.7%        | 39.6%          | 42.1%        |
| 48회        | 마흔여덟 번째      | 2003.04.17     | 44.1%        | 40.2%          | 42.6%        |
| 49회        | 마흔아홉 번째      | 2003.04.23     | 46.7%        | 43.6%          | 45.8%        |
| 50회        | 쉰 번째            | 2003.04.24     | 46.1%        | 43.3%          | 45.7%        |
| 51회        | 쉰한 번째          | 2003.04.30     | 44.4%        | 39.0%          | 42.2%        |
| 52회        | 쉰두 번째          | 2003.05.01     | 39.1%        | 38.1%          | 41.1%        |
| 53회        | 쉰세 번째          | 2003.05.07     | 36.1%        | 34.8%          | 37.4%        |
| 54회        | 쉰네 번째          | 2003.05.08     | 38.3%        | 34.1%          | 36.8%        |
| 55회        | 쉰다섯 번째        | 2003.05.14     | 36.0%        | 35.3%          | 37.8%        |
| 56회        | 쉰여섯 번째        | 2003.05.16     | 38.0%        | 34.5%          | 37.4%        |
| 57회        | 쉰일곱 번째        | 2003.05.21     | 39.1%        | 34.0%          | 36.2%        |
| 58회        | 쉰여덟 번째        | 2003.05.22     | 37.9%        | 34.4%          | 35.7%        |
| 59회        | 쉰아홉 번째        | 2003.05.28     | 36.4%        | 32.3%          | 33.9%        |
| 60회        | 예순 번째          | 2003.05.29     | 37.4%        | 32.8%          | 34.5%        |
| 61회        | 예순한 번째        | 2003.06.04     | 37.1%        | 32.3%          | 34.5%        |
| 62회        | 예순두 번째        | 2003.06.05     | 39.7%        | 35.7%          | 38.5%        |
| 63회        | 예순세 번째        | 2003.06.11     | 39.7%        | 35.7%          | 38.5%        |
| 64회        | 예순네 번째        | 2003.06.12     | 39.7%        | 35.7%          | 38.5%        |
| 65회        | 예순다섯 번째      | 2003.06.18     | 39.7%        | 35.7%          | 38.5%        |
| 66회        | 예순여섯 번째      | 2003.06.19     | 29.7%        | 36.7%          | 39.5%        |
| 67회        | 예순일곱 번째      | 2003.06.25     | 39.7%        | 35.7%          | 38.5%        |
| 68회        | 예순여덞 번째      | 2003.06.27     | 39.7%        | 35.7%          | 38.5%        |
| 69회        | 예순아홉 번째      | 2003.07.02     | 39.7%        | 35.7%          | 38.5%        |
| 70회        | 일흔 번째          | 2003.07.03     | 39.7%        | 35.7%          | 38.5%        |
| 71회        | 일흔한 번째        | 2003.07.09     | 39.7%        | 35.7%          | 38.5%        |
| 72회        | 일흔두 번째        | 2003.07.10     | 39.7%        | 35.7%          | 38.5%        |
| 73회        | 일흔세 번째        | 2003.07.16     | 29.7%        | 35.7%          | 38.5%        |
| 74회        | 일흔네 번째        | 2003.07.17     | 39.7%        | 35.7%          | 38.5%        |
| 75회        | 일흔다섯 번째      | 2003.07.23     | 39.7%        | 35.7%          | 38.5%        |
| 76회        | 일흔여섯 번째      | 2003.07.24     | 39.7%        | 35.7%          | 38.5%        |
| 77회        | 일흔일곱 번째      | 2003.07.30     | 39.7%        | 35.7%          | 38.5%        |
| 78회        | 일흔여덞 번째      | 2003.07.31     | 39.7%        | 35.7%          | 38.5%        |
| 79회        | 일흔아홉 번째      | 2003.08.06     | 39.7%        | 35.7%          | 38.5%        |
| 80회        | 여든 번째          | 2003.08.07     | 39.7%        | 35.7%          | 38.5%        |
| 81회        | 여든한 번째        | 2003.06.05     | 39.7%        | 35.7%          | 38.5%        |
| 82회        | 여든두 번째        | 2003.08.14     | 39.7%        | 35.7%          | 38.5%        |
| 83회        | 여든세 번째        | 2003.08.20     | 39.7%        | 35.7%          | 38.5%        |
| 84회        | 여든네 번째        | 2003.08.21     | 39.7%        | 35.7%          | 38.5%        |
| 85회        | 여든다섯 번째      | 2003.08.27     | 39.7%        | 35.7%          | 38.5%        |
| 86회        | 여든여섯 번째      | 2003.08.28     | 39.7%        | 35.7%          | 38.5%        |
| 87회        | 여든일곱 번째      | 2003.09.03     | 39.7%        | 35.7%          | 38.5%        |
| 88회        | 여든여덞 번째      | 2003.09.04     | 26.4%        | 34.9%          | 36.3%        |
| 89회        | 여든아홉 번째      | 2003.09.17     | 39.7%        | 35.7%          | 38.5%        |
| 90회        | 아흔 번째          | 2003.09.18     | 39.7%        | 35.7%          | 38.5%        |
| 91회        | 아흔한 번째        | 2003.09.24     | 39.7%        | 35.7%          | 38.5%        |
| 92회        | 아흔두 번째        | 2003.09.25     | 39.7%        | 35.7%          | 38.5%        |
| 93회        | 아흔세 번째        | 2003.10.01     | 39.7%        | 35.7%          | 38.5%        |
| 94회        | 아흔네 번째        | 2003.10.02     | 39.7%        | 35.7%          | 38.5%        |
| 95회        | 아흔다섯 번째      | 2003.10.08     | 39.7%        | 35.7%          | 38.5%        |
| 96회        | 아흔여섯 번째      | 2003.10.09     | 39.7%        | 35.7%          | 38.5%        |
| 97회        | 아흔일곱 번째      | 2003.10.15     | 39.7%        | 35.7%          | 38.5%        |
| 98회        | 아흔여덞 번째      | 2003.10.16     | 39.7%        | 35.7%          | 38.5%        |
| 99회        | 아흔아홉 번째      | 2003.10.22     | 39.7%        | 35.7%          | 38.5%        |
| 100회       | 백 번째 (최종회)   | 2003.10.23     | 39.7%        | 35.7%          | 38.5%        |
| 평균 시청률 | 평균 시청률        | 35.1%          | 36.6%        | 33.6%          | 35.8%        |

## 참고 사항
- 주인공 장희빈 역에는 심은하, 이영애, 김희선,[2] 송윤아, 강수연, 채시라, 김현주 등이 거론됐지만 100회나 되는 방송 횟수와 장희빈이라는 이미지가 부담스러웠던 탓인지 모두 고사하였고, 결국 설득 끝에 김혜수가 낙점됐다.[3]
- 김혜수는 1990년 <꽃 피고 새 울면> 이후 오랜만에 KBS 드라마에 출연했다.[4] 김혜수는 해당 드라마의 출연을 위해 영화 <바람난 가족>의 캐스팅을 거절하였으며, 그 자리에는 김혜수 대신 문소리가 발탁되었다. 이 과정에서 김혜수는 영화사 측과 법정까지 가게 되었다.
- 숙빈 최씨 역의 박예진은 2003년 4월 9일부터 투입됐는데, 당초 김규리, 최유정, 홍은희 등이 후보로 올랐으나 영화 촬영 등의 문제로 고사하였다.[5]
- 건강미와 현대적 이미지의 김혜수를 주인공 장희빈 역으로 전격 기용했지만 이 과정에서 "너무 체격 좋은 요부"라는 미스 캐스팅 구설수에 시달렸다.
- 드라마 방영 초기 극본 집필은 정통 사극으로는 첫 여성 작가인 김선영이 맡았으나, 작가의 투병 및 시청률 등의 여러 문제로 인해 드라마 중반부터 역사학자 강태완이 맡게 되었다.[6]
- 담당 PD 이영국은 장녹수 이후 두 번째로 사극 연출을 맡았다.[1]
- 한때 6%까지 시청률이 떨어졌으나, SBS가 야심차게 기획한 수목드라마 '올인' 종영 이후에, 시청률이 점진적으로 회복하면서, 마지막회에서는 최고 31.1%를 기록하는 기염을 토해냈다.[7]
- 작가 교체, 외주 프로덕션(이스타즈) 김성훈 사장과 야외 연출 담당이었던 한철경 PD 사이의 폭행시비에 따른 불화설 등의 악재가 있었다.[8] 이에 PD들은 이스타즈 소속 배우들의 드라마 출연을 꺼려했는데, 배우들은 자신들이 받는 불이익이 부당하다고 입장을 밝혔다.[9]
- 새롭지 않은 소재와 '벗기기'를 지적받아 경실련 미디어워치가 선정한 '2002년 올해의 나쁜 프로그램 10선'에 선정되는 불명예를 안았다.[10][11]
- 권상궁 역의 김을동과 김춘택 역의 송일국은 모자관계이다.
- SmileTV Plus에서 매주 월요일부터 금요일까지 편성되었다.

## 수상 경력
- 2003년 KBS 연기대상 대상 김혜수